# アンココ島
アンココ島 (英: Ankoko Island、西: Isla de Anacoco) は、ベネズエラとガイアナの国境、クユニ川とウェナム川の合流点に位置する島。ベネズエラが実効支配しているが、ガイアナも領有権を主張している。

## 歴史
アンココ島の国境は、1899年10月3日の仲裁判断に従って、1905年に当時ガイアナを植民地としていたイギリスとベネズエラによって最終決定された。ベネズエラの高官であるアブラハム・ティラードとエリアス・トロは、境界画定のために境界の領域を調査し、2人の英国測量士とともに1905年にアンココ島の国境線を正式に取り決めた。
ベネズエラ国内では、1899年の裁定と1905年の画定に対する失望の声が上がった。20世紀、ベネズエラ政府は現在の国境から、スペイン帝国が決めた境界に戻すことを求めた。1966年、ガイアナが独立してから5カ月後、ベネズエラ軍はアンココ島の国境を越え、ジュネーヴ協定を破り、島のガイアナ側を占領した。
1966年2月17日にイギリス、ベネズエラ、イギリス領ギアナが署名したジュネーブ協定で、当事者が国境紛争の実際的、平和的、満足のいく解決策を見つけることに同意した。その後、ガイアナとベネズエラの領土紛争で、アンココ島を自国のものと主張するベネズエラは、1966年に島に軍事基地を設立した。
交渉が行き詰まり、ジュネーヴ合意に進展がなかったため、ガイアナ側はこの問題を国際司法裁判所 (ICJ)に付託した。2020年12月18日、ICJは、ガイアナが提起した紛争解決のための訴訟を受理した。